# Erzbistum Indianapolis
Das in den USA gelegene Erzbistum Indianapolis (lat.: Archidioecesis Indianapolitana) ist eine Diözese der römisch-katholischen Kirche mit Sitz in Indianapolis, Indiana.
Es wurde am 6. Mai 1834 aus dem Bistum Bardstown ausgegliedert und als Bistum Vincennes mit den Gebieten von Indiana und dem östlichen Illinois errichtet. Als solches gehörte es nun der Kirchenprovinz Cincinnati an. Am 28. November 1843 gab es mit dem Bistum Saint Louis einige Gebiete zur Errichtung des Bistums Chicago ab, bevor am 8. Januar 1857 das Bistum Fort Wayne aus ihm herausgelöst wurde. Am 28. März 1898 wechselte das Bistum seinen Namen zu Indianapolis. Am 21. Oktober 1944 wurde aus Teilen des Diözesanterritoriums das Bistum Evansville errichtet.
Seit dem 21. Oktober 1944 ist Indianapolis ein Erzbistum, dessen Kirchenprovinz den Bundesstaat Indiana und die darin gelegenen Bistümer Gary und Lafayette in Indiana umfasst.

## Bischöfe von Vincennes
- Simon Bruté de Rémur (1834–1839)
- Célestine de la Hailandière (1839–1847)
- John Stephen (Jean Etienne) Bazin (1847–1848)
- Jacques-Maurice de Saint Palais (1848–1877)
- Francis Silas Chatard (1878–1898)

## Bischöfe von Indianapolis
- Francis Silas Chatard (1898–1918)
- Joseph Chartrand (1918–1933)
- Joseph Elmer Ritter (1934–1944)

## Erzbischöfe von Indianapolis
- Joseph Elmer Ritter (1944–1946, dann Erzbischof von Saint Louis)
- Paul Clarence Schulte (1946–1970)
- George Joseph Biskup (1970–1979)
- Edward Thomas O’Meara (1979–1992)
- Daniel Mark Buechlein OSB (1992–2011)
- Joseph William Tobin CSsR (2012–2016)
- Charles Coleman Thompson (seit 2017)

## Weblinks

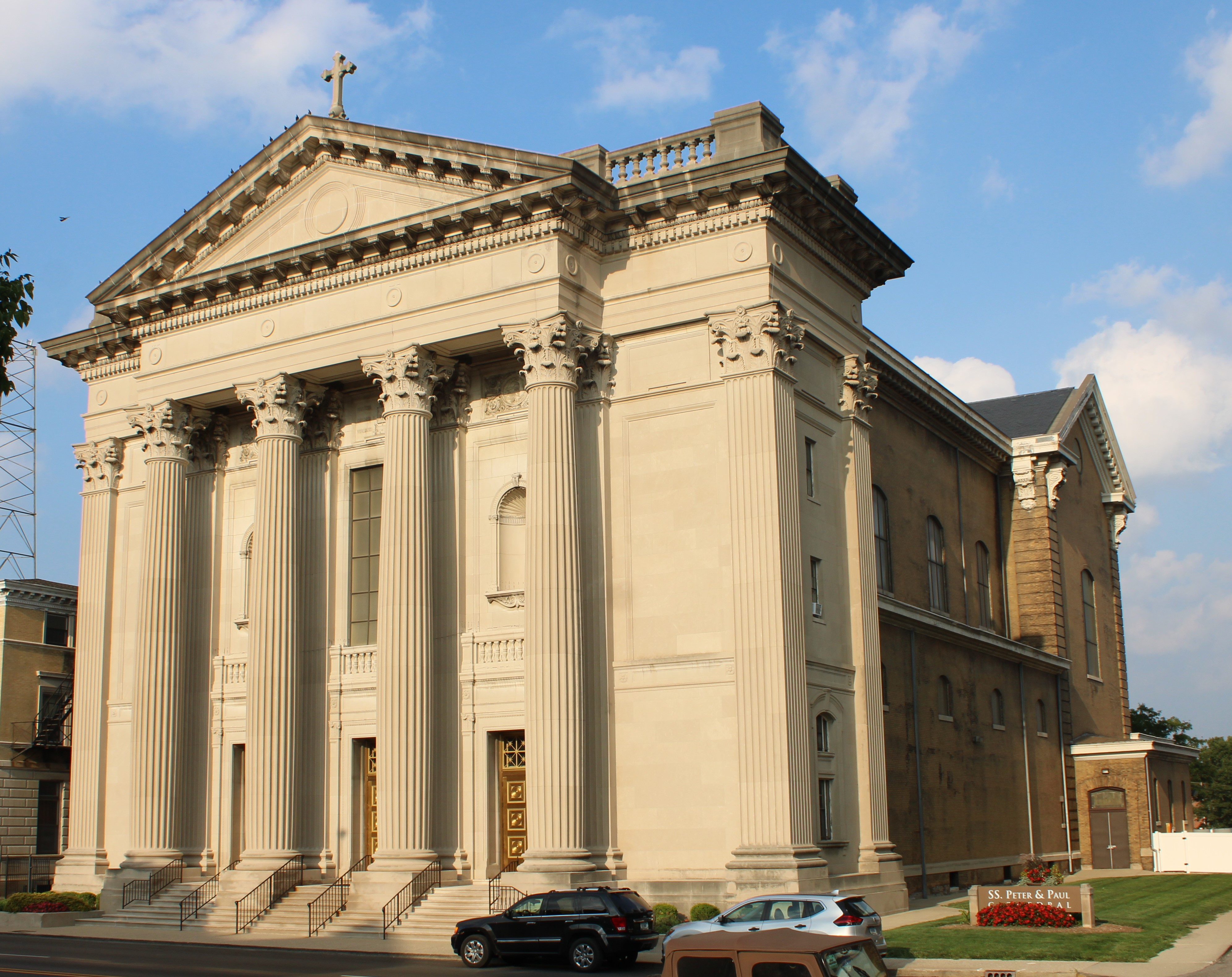
Kathedrale: Saints Peter and Paul